# 安政江戶地震
安政江戶地震是指1855年11月11日（安政2年10月2日）於晚間10點發生在日本江戸的1场地震。该次地震震中位于35°39′N 139°48′E / 35.65°N 139.8°E，規模為黎克特制6.9到7.4級，最大震度約相當於現在的6強。
震央和江戶（現在是東京）的距離很近，在搖晃之後的火災對關東地區造成了破壞，導致了4,000人到10,000人罹難，約14,000棟建築物遭到地震摧毀，此次地震被認為是南關東直下地震。
小石川的水户亭邸倒塌，在水户领主德川齐昭的腹心中，被稱為水户「两田」的户田忠太夫、藤田东湖等人去世 。此外，齐昭的侄女盛冈领主南利刚也受伤。 失去领袖的水户内部冲突加剧，导致安政7年（1860年）櫻田門外之變的發生。